# 周培懋
周培懋（1849年—1929年），字少濂，号梓田，今广西壮族自治区南宁市郊区沙井乡教子田村人，清朝进士，清朝及中华民国教育家。

## 生平
清朝光绪八年（1882年），周培懋考中举人。光绪十八年（1892年）中进士。周培懋一生淡泊功名，终生未仕。曾主讲于南宁左江书院、桂平浔州书院。中华民国时期，民国八年（1919年）受托成立了邕宁县修志局，担任总纂，主持编修《邕宁县志》。在该志书中，周培懋独辟“酷吏”一章，鞭挞那些为官不正的人。因为时局混乱，该志书未能出版。1929年，周培懋逝世。

## 家庭
- 次子：周仲武，广西省参议员，中国国民党广西省党部监委常委。1927年9月1日在中国国民党清党中被杀。中华人民共和国成立后，被中央人民政府追认为革命烈士[2]。